# Ienissei Ramic

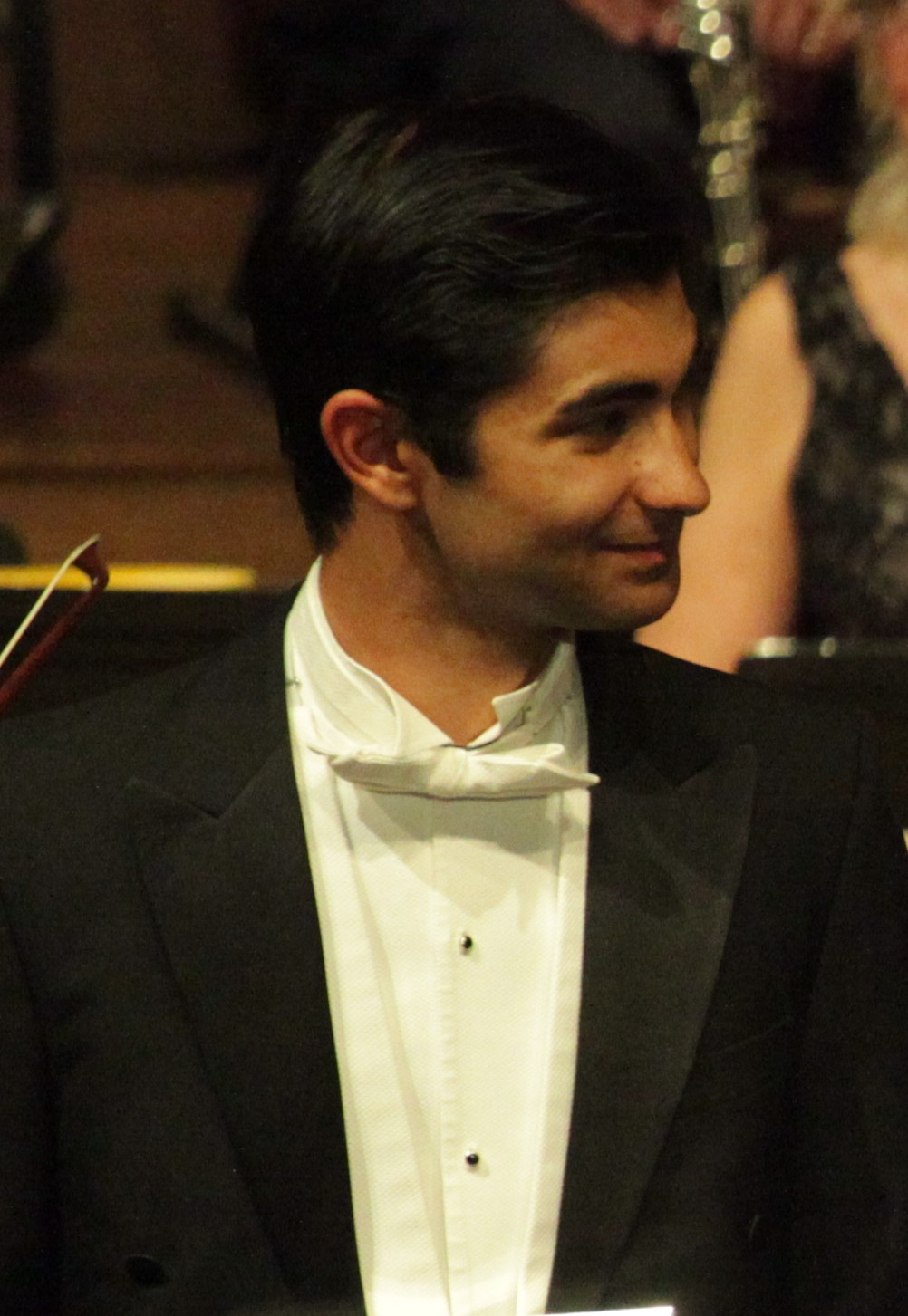
Ienissei Ramic bei einem Konzert (2018)

Ienissei Ramic (serbisch Јенисеј Рамић Jenisej Ramić; * 27. Juni 1990 in Moskau) ist ein französischer Pianist.

## Leben
Ienissei Ramic wurde in Moskau geboren und lebte bis zu seinem 10. Lebensjahr in Serbien, wo er in einer Musikerfamilie aufwuchs.
Im Alter von 3 Jahren bekam er von seiner Mutter, der Pianistin und Schülerin von Evgeny Liebermann seinen ersten Klavierunterricht. Sein Vater war Akkordeonist. Mit seiner Familie verließ Ienissei Ramic Serbien, um nach Frankreich zu kommen, und schrieb sich in der Klasse von Hortende Cartier-Bresson am Musik-Konservatorium in Paris, Boulogne-Billancourt, ein. Im Alter von 16 Jahren wurde er in der Klasse von Alain Planés am Pariser Konservatorium (CNSMDP) aufgenommen. Er erhielt dort seinen ersten Preis und studierte u. a. mit Lilya Zilberstein und Menahem Pressler. In Paris spielte Ienissei Ramic die „12 transzendentalen Etüden“ von Franz Liszt und das Orchesterkonzert von Ravel im Konzertsaal von Cortot. Im Auktionshaus von Drouot spielte er die Pariser Ostersonate von Fanny Mendelssohn. Der Figaro widmete ihm und dem Manuskript des Werkes die erste Seite in seinem Kulturjournal und bejubelte ihn als „Virtuosen“.
Während eines Kulturevents wurde er von dem Parfumeur Jean Paul Guerlain eingeladen, um ein Konzert anlässlich seines Geburtstages zu geben, und er gab mehrere Konzerte im Rahmen des Vereins der „Virtuoses du Coeur“. Man findet ihn ebenso als musikalischen Direktor von dem „Tagebuch eines Verschollenen“ von Léos Janacek, inszeniert von Louise Moatty.
2016 nahm Ramic die Werke von Dyname-Victor Fumet und Raphaël Fumet bei Polymnie / The Orchard auf und brachte
eine CD davon heraus.
2017 spielte Ienissei Ramic während seiner Tournee in China im berühmten Huangpu Theater von Shanghai und gab mehrere Konzerte in Nankin, Shenzhen und Kanton. Darüber hinaus wurde er auch schon nach Russland, die Niederlande, Spanien, Serbien und Deutschland als Pianist eingeladen.

## Diskografie
- Dynam-Victor Fumet, Raphaël Fumet, Werke für Soloklavier, Polymnie (2016)
- Enrique Granados, Serenade: Goyescas, Danzas Españolas, Angara Mic (2018)
- Fauré, Schubert, Tchaikovsky, Purcell, Rubinstein, Saint-Saëns, Massenet, Puccini, Rossini, MASQUERADE: Klaviertranscriptionen, Angara Mic (2021)